# Surtseyská erupce

Surtseyská erupce: 1 oblak páry, 2 vyvrhovaný materiál, 3 kráter, 4 voda, 5 vrstvy lávy a popela, 6 mořské dno, 7 sopouch, 8. magmatický krb, 9 žíla

Surtseyská erupce je typ sopečného výbuchu, který probíhá v mělkých mořích či jezerech. Název dostal podle ostrova Surtsey u jižního pobřeží Islandu, jenž v roce 1963 vznikl právě tímto specifickým druhem erupce.
Jedná se o erupce silně explozivní, které jsou důsledkem prudké interakce bazaltického nebo andezitového magmatu s mělkými podzemními či povrchovými vodami. Materiál nebývá vyvrhován do vysokých výšek, běžně je to do 300 až 1 500 m.

## Charakteristika
Ačkoliv je surtseyský typ podobný freatomagmatickému typu, existuje několik specifických charakteristik:
- Magma je čedičové nebo andezitové a k tomu viskózní
- Velice explozivní, nepřetržité vyvrhování žhavých úlomků
- Krátké lávové proudy

## Příklady
- Bogoslof (Aljaška, USA) – 1796
- Fire Island (Aljaška, USA) – 1796
- Anak Krakatau (Indonésie) – 1927–1930
- Shōwa Iōjima (Japonsko) – 1934
- Capelinhos (Azory) – 1957–1958
- Surtsey (Island) – 1963
- Jólnir (Island) – 1966
- Taal (Filipíny) – 1977
- Zubar Group (Jemen) – 2011–2012
- El Hierro (Kanárské ostrovy) – 2011–2012
- Anak Krakatau (Indonésie) – 2018

## Galerie

Krakatoa 1928
Krakatoa 1928
Krakatoa 1929
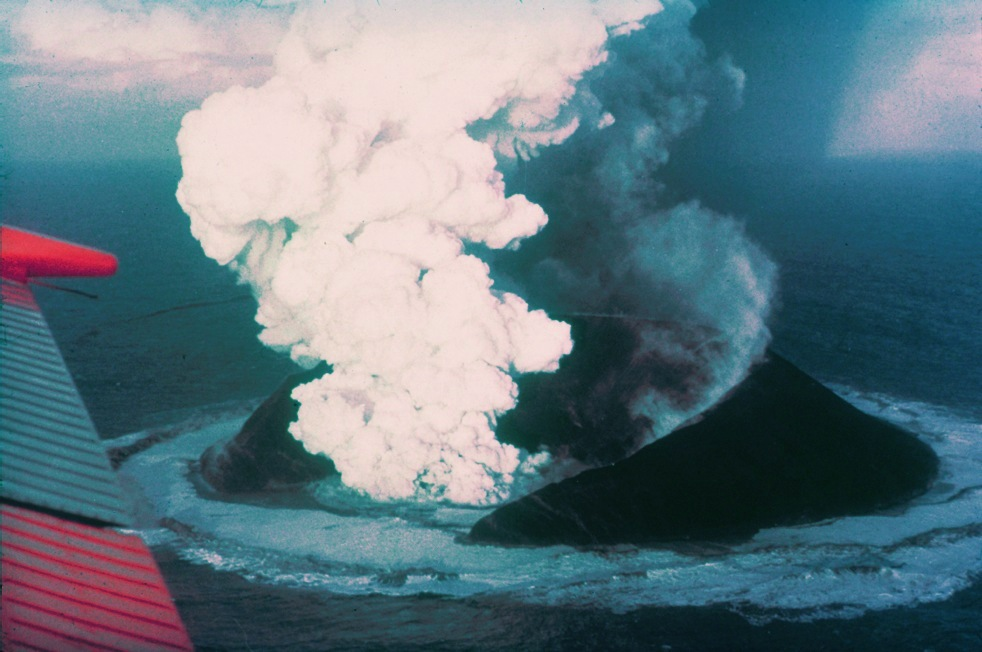
Surtsey v roce 1963
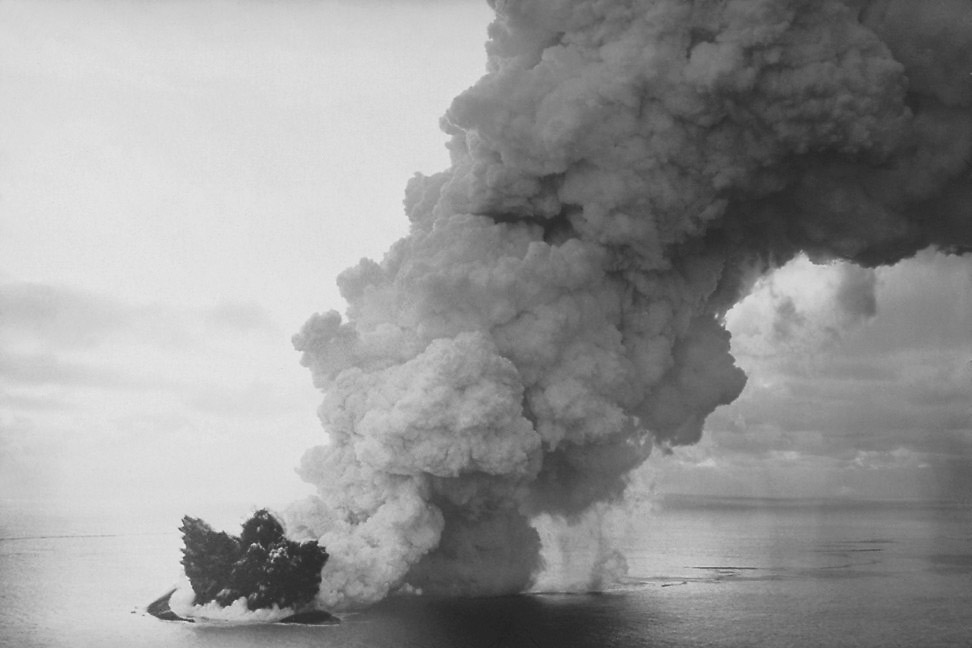
Surtsey v roce 1963